# Medaglia commemorativa dell'ascesa al trono di Ranieri III
La medaglia commemorativa dell'ascesa al trono di Ranieri III era un'onorificenza del Principato di Monaco.

## Storia
La medaglia venne istituita dal principe Ranieri III di Monaco nel 1949 per commemorare la sua ascesa al trono del Principato di Monaco.

## Assegnazione
Al personale civile, in servizio o di riserva, delle forze armate che hanno completato cinque anni di servizio regolare al 1949 nonché ai membri della famiglia reale.

## Insegne
- La medaglia è composta da un disco circolare d'argento dorato, argento o bronzo a seconda della classe di benemerenza, sostenuto al nastro tramite una corona principesca del medesimo materiale. Sul fronte della medaglia si trova raffigurato il volto del principe Ranieri III di Monaco rivolto verso sinistra, attorniato dalla scritta "RAINIER III PRINCE DE MONACO". Sul retro si trova invece lo stemma del principato di Monaco, sovrastato da due rami d'alloro e con sotto la data dell'incoronazione, "19 NOVEMBRE 1949".
- Il nastro è bianco con lo stemma del principato in rosso al centro.